# 神谷尚男
神谷 尚男（かみや ひさお、1914年4月17日 - 2015年2月6日）は、日本の検察官。元検事総長、弁護士。岩手県出身。位階は正三位。

## 人物
盛岡中学、旧制静岡高等学校、1937年東京帝国大学法学部卒業。法務省人事課長、東京地方検察庁検事正、法務事務次官を歴任。
ロッキード事件では東京高検検事長として、検察首脳会議では布施健検事総長と共に事件の積極的な解明を主張した。1977年、布施の後任として検事総長に就任後は、ダッカ日航機ハイジャック事件、ダグラス・グラマン事件などに関わる。1979年に退官し、帝京大学教授、弁護士となった。
2015年2月6日、老衰のため死去。100歳没。没後に正三位を追叙された。